# Punch drunk
Punch drunk, med en latinsk term dementia pugilistica, försvenskat boxardemens kallas det när en person har drabbats av en hjärnskada till följd av boxning eller annan kampsport där slag (punch) mot huvudet ingår. De vanligaste medicinska termerna är idag "chronic traumatic brain injury associated with boxing" (CTBI-B) och "chronic traumatic encephalopathy" (CTE). Även fotbollsspelare kan drabbas av hjärnskada vid nickningar.